# Akademia Inżynierska w Polsce
Akademia Inżynierska w Polsce (AIP) jest powstałym w roku 1992, z inicjatywy Federacji Stowarzyszeń Naukowo-Technicznych NOT, stowarzyszeniem wybitnych twórców polskiej techniki – inżynierów i przedsiębiorców. Misją Akademii jest wspieranie rozwoju nowoczesnych technologii i przedsiębiorczości innowacyjnej oraz transferu technologii do praktyki gospodarczej, szerzenie kultury technicznej w dostosowaniu do strategii zrównoważonego rozwoju oraz promocja polskiej innowacyjności w kraju i zagranicą.
Najważniejsze zadania Akademii Inżynierskiej w Polsce:
- inspiracja i uczestnictwo w realizacji priorytetowych, kompleksowych programów badawczo-rozwojowo-aplikacyjnych, krajowych i międzynarodowych,
- opiniodawstwo, doradztwo i ocena, w zakresie swoich zawodowych kompetencji, dla instytucji i decydentów państwowych, samorządowych, gospodarczych i społecznych,
- współpraca z uczelniami akademickimi i wyższymi oraz ze szkołami średnimi, w zakresie doskonalenia dydaktycznego,
- rozwój technoznawstwa i technozofii oraz w popularyzacji tego zakresu wiedzy w całej społeczności społeczno-zawodowej,
- popularyzacja we wszystkich współczesnych formach przekazu, nowoczesnej wiedzy zawodowej i osiągnięć cywilizacyjnych,
- współpraca ze stowarzyszeniami naukowo-technicznymi i ich Federacją (FSNT-NOT) oraz z innymi stowarzyszeniami społeczno-zawodowymi integralnie związanymi z realizacją rozwoju cywilizacyjnego.

AIP jest od 1998 członkiem Rady Akademii Techniki i Nauk Technicznych (CAETS) z siedzibą w Waszyngtonie, która koordynuje działalność 25 akademii inżynierskich i podobnych organizacji z różnych krajów. Od 2011 roku AIP ma status organizacji pożytku publicznego. Akademia działa w oparciu o Statut uchwalony na Zgromadzeniu Ogólnym AIP w dniu 21 kwietnia 2017 r. Od kwietnia 2019 r. jej prezesem jest prof. Jerzy Barglik.
Liczba członków zwyczajnych AIP jest ograniczona do 300 osób. Członkiem Akademii może zostać osoba, która wykaże się uznanymi wynikami prac stanowiących twórczy intelektualny lub fizyczny wkład w rozwój dziedzin inżynierii, techniki, technologii i ochrony środowiska, prac w zakresie nowych i efektywnych działań przedsiębiorczych, kierowniczych i organizacyjnych – służących rozwojowi inżynierii, techniki, technologii i ochrony środowiska lub doniosłymi osiągnięciami w kształceniu i dokształcaniu kadr technicznych oraz popularyzacji techniki.
Akademia przyznaje Medale Honorowe im. Gabriela Narutowicza osobom szczególnie zasłużonym dla polskich nauk technicznych. Ich laureatami są między innymi Michał Kleiber oraz Władysław Bartoszewski.